# Maranta leuconeura
Maranta leuconeura is een plant uit de familie Marantaceae. 

## Gebruik
De soort wordt toegepast als kamerplant.

## Herkomst
De plant komt oorspronkelijk uit Brazilië.

## Stekken
Knip een knoop met bladeren af en laat deze wortelen met de knoop onder de grond of in het water.